# Jonathan Nichols (Politiker, 1681)

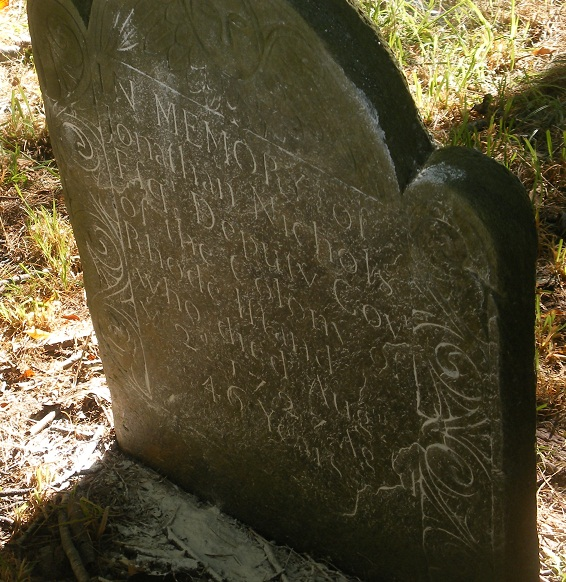
Grabstein von Jonathan Nichols

Jonathan Nichols (* 10. Juni 1681 in Newport, Colony of Rhode Island and Providence Plantations; † 2. August 1727 ebenda) war ein Vizegouverneur (Deputy Governor) der Colony of Rhode Island and Providence Plantations.

## Werdegang
Jonathan Nichols, Sohn von Hannah und Thomas Nichols, wurde während der Kolonialzeit im Newport County geboren und wuchs dort auf. Über seine Jugendjahre ist nichts bekannt. Nichols wurde 1707 ein Freeman in Newport. Zwischen 1713 und 1727 diente er entweder als Abgeordneter oder Assistant. Er bekleidete 1718 den Dienstgrad eines Captains. 1721 wurde er in einen Ausschuss berufen, welcher für den Bau oder die Instandsetzung von Fort Ann auf Goat Island verantwortlich war. Im Mai 1727 wurde er Vizegouverneur der Kolonie. Er verstarb aber drei Monate später im August vor dem Ende seiner Amtszeit. Thomas Frye wurde sein Nachfolger.
Während sein Vater ein ursprünglicher Vermächtnisnehmer der Town von East Greenwich war, blieb er und seine Familie in Newport. Jonathan Nichols heiratete Elizabeth Lawton, Tochter von Mary Wodell und Robert Lawton. Das Paar bekam acht Kinder zwischen 1708 und 1723. Nichols wurde auf dem Nichols-Hassard Burial Ground in Portsmouth (Rhode Island) beigesetzt.